# Jan Melchers

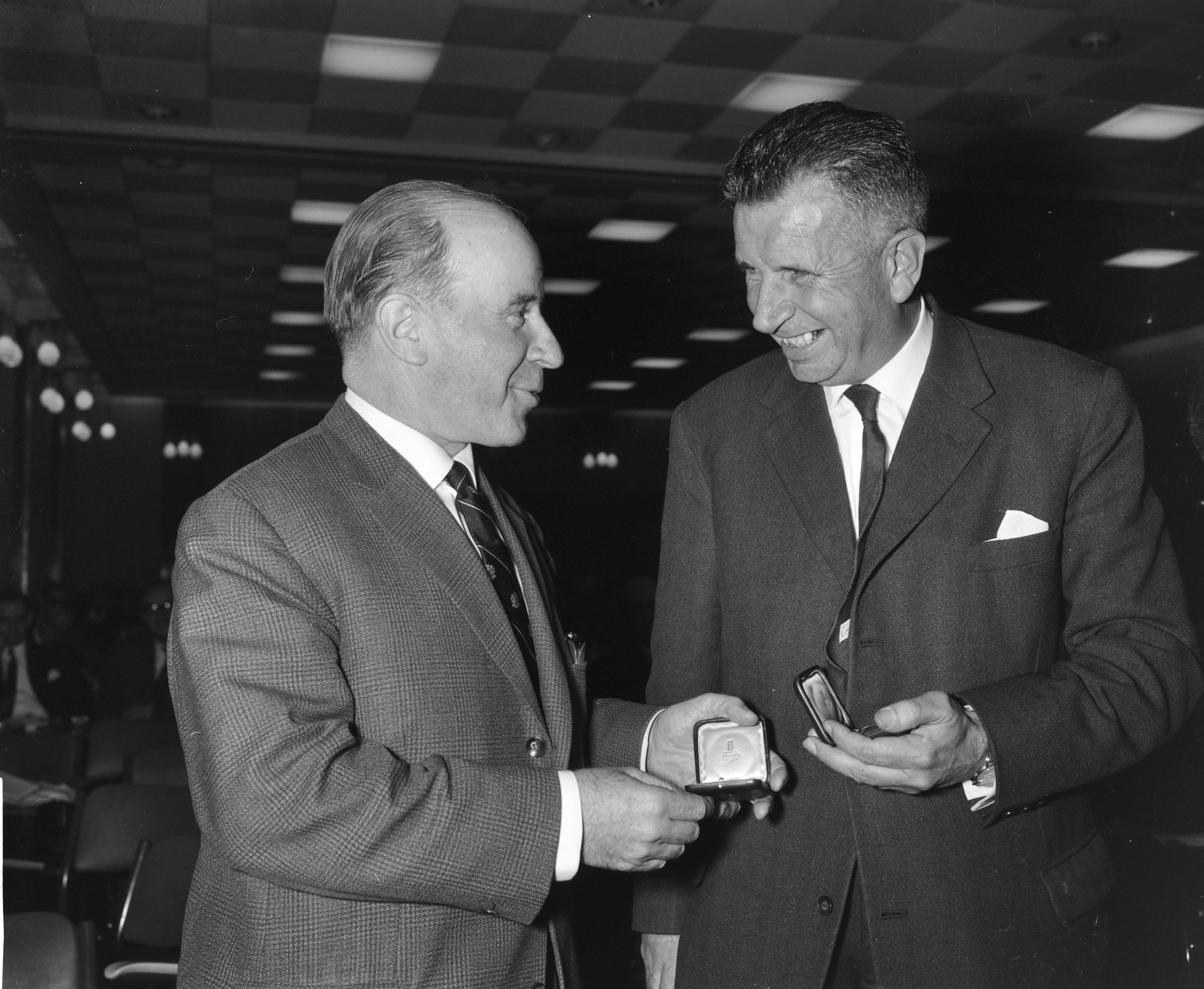
Melchers (links) in 1961, met rechts Cor Kieboom

Jan Leendert Melchers (24 december 1906 – 23 februari 2004) was een Nederlands sportbestuurder. Hij was oud-voorzitter van Ajax. Jan Melchers werd 97 jaar en was 84 jaar lid van Ajax. Jan Melchers was lid van Ajax sinds 18 maart 1920. Melchers speelde zelf in jeugdelftallen en lagere seniorenteams van Ajax. De spits Jan Melchers kreeg nog weleens een voorzet van rechtsbuiten Jaap van Praag, de man die hem in 1964 als voorzitter opvolgde. 
Onder het pseudoniem James schreef Melchers gedurende dertig jaar als medewerker voor het clubblad van Ajax. Van 1932 tot 1948 was hij lid van de redactie van het clubblad. 
Jan Melchers was voorzitter van Ajax van 1958 tot 1964. Onder zijn voorzitterschap won Ajax zijn eerste Europese beker. In 1962 veroverde de club de Intertoto door in de finale Feyenoord met 4-2 terug te wijzen. Melchers was de initiatiefnemer tot het oprichten van een ledenraad. Na zijn aftreden als voorzitter maakte hij daar nog drie jaar deel van uit. In de jaren dat Melchers voorzitter was, maakte de club Ajax rumoerige tijden door. Het stadion was in verval en er moest bezuinigd worden. Intern nam Melchers maatregelen om de club weer op de rails te krijgen, iets dat hem niet altijd in dank werd afgenomen. Met het aannemen van Vic Buckingham als trainer, haalde Melchers in 1960 weer een coach binnen die Ajax kampioen maakte met aanvallend voetbal. 
Melchers moest onder vervelende omstandigheden aftreden als voorzitter. Maar ondanks dat is Jan Melchers altijd lid gebleven van Ajax.